# Коровкин, Фёдор Петрович
Фёдор Петро́вич Коро́вкин (1 (14) июня 1903, Бежецк — 1 декабря 1981, Москва) — советский историк-методист, автор учебника по истории Древнего мира для учащихся средней школы. Кандидат педагогических наук (1961). Заслуженный учитель школы РСФСР (1973). Лауреат Государственной премии СССР (1973).

## Биография
Происходил из купеческой семьи. Его предки к началу XIX столетия были самыми богатыми в Бежецке, где жители до сих пор хранят память о благотворительной деятельности семьи Коровкиных. Один из представителей этого дома, Пётр Николаевич Коровкин был женат на Надежде Ивановне Ревякиной.
В их семье летом 1903 года родился младший сын Фёдор Петрович Коровкин. Его детство и юность проходили в Рыбинске, у родственников со стороны матери. Всё семейное имущество было конфисковано после 1917 года.
В 1926 году окончил историко-архивное отделение МГУ. В 1925—1957 годах преподавал историю в школах Москвы. В 1945—1981 годах работал в НИИ содержания и методов обучения Академии педагогических наук СССР (НИИ СИМО АПН СССР).

## Наследие
Автор учебника по истории древнего мира для 5 класса (первое издание — 1957), а также историко-географических карт, таблиц и др. наглядных пособий, трудов по методике преподавания истории в школе. Настоящий учебник выдержал несколько изданий и до сих пор является основным учебным пособием для школьников российских учебных заведений.
Другие работы
- Педагогические требования к школьным учебникам и другим учебным книгам по истории. — М., 1961.
- Методика обучения истории древнего мира и средних веков в 5—6 классах. — М., 1970 (ред. совм. с Н. И. Запорожец).
- Методика обучения истории в средней школе. Ч. 1. — М., 1978 (соавт. и ответств. ред.).